# Kosovos demokratiska förbund
Kosovos demokratiska förbund, på albanska Lidhja Demokratike e Kosovës (LDK), är ett politiskt parti som finns representerat i Kosovos parlament. Partiledare är Lumir Abdixhiku. Tidigare har två av Kosovos före detta presidenter, Fatmir Sejdiu och Ibrahim Rugova, varit ledare för partiet.
Partiet har tidigare varit Kosovos största politiska parti men har efter Kosovokriget, i konkurrens med andra partier såsom Kosovos demokratiska parti, minskats vad gäller väljarstödet.
Dardaniens demokratiska förbund är ett utbrytarparti från Kosovos demokratiska förbund.